# 챈들러 캔터베리
챈들러 캔터베리(Chandler Canterbury, 1998년 12월 15일 ~ )는 미국의 배우이다.

## 출연 작품
- 노잉: 캘럽 역
- 블랙 아이드 도그: 말릭 역